# Alois Epstein
Alois Epstein (ur. 1 stycznia 1849 w Kamenicach nad Lipou, zm. 28 października 1918 w Pradze) – czeski lekarz pediatra. Jako pierwszy opisał zmianę, znaną dziś jako perły Epsteina.
Studiował na Uniwersytecie Karola w Pradze, tytuł doktora medycyny otrzymał w 1873 roku. Pracował jako lekarz w Pradze, w 1880 został Privatdozentem, w 1884 profesorem pediatrii.

## Wybrane prace
- Über Blutungen im Frühesten Kindesalter. Prag, 1876
- Über das Systolische Schädelgeräusch der Kinder. Prag, 1878
- Über die Gelbsucht bei Neugeborenen Kindern. Leipzig, 1880
- Studien zur Frage der Findelanstalten. Prag, 1882
- Beitrag zu den Bildungsfehlern des Herzens. Prag, 1886
- Über das Wesen und die Behandlung der Cholera Infantum. Berlin, 1890
- Über Pseudodiphtheritis Septhaemischen Ursprungs. Berlin, 1894
- Vulvite, Vulvovaginite et Autres Inflammations des Organes Génitaux Externes de Petites Filles. Paris, 1897
- Über Angina Chronica Leptothricia bei Kindern. Prag, 1900
- Über Verdauungsstoerungen im Säuglingsalter. Stuttgart, 1901